# Língua estoniana
O estoniano (eesti keelⓘ; AFI: [ˈeːs.ti ˈkeːl]), ou estónio (português europeu) ou estônio (português brasileiro), é a língua oficial da Estônia, falada por cerca de 1,1 milhão de pessoas na Estónia e por cerca de 10 mil pessoas em várias comunidades de emigrantes. É uma língua fino-ugriana e próxima do finlandês, da língua võro, considerada por alguns como apenas um dialeto do estoniano, e do lapão, falado no norte da Finlândia. Mais longinquamente está relacionado com a língua húngara. O estoniano não tem relação com o letão e o lituano; tampouco com a língua russa.

## Fonologia
Há em estoniano nove fonemas relativos às vogais simples — a e i o u õ [ɤ] ä [æ] ö [ø] ü [y] — os quais apresentam três durações distintas. Dessas, a simples e a longa são segmentalmente fonêmicas, sendo o terceiro nível de duração apenas suprassegmentalmente fonêmico, apresentando também com um contorno tonal distintivo. A ortografia estoniana distingue apenas as vogais curtas e as longas (denotadas por sua duplicação). Há ainda 19 ditongos (Hint 1978); e também são encontrados agrupamentos polissilábicos de vogais.
|         | Frontais        | Frontais     | Posteriores      | Posteriores  |
|         | Não arrendondas | Arredondadas | Não arredondadas | Arredondadas |
| Altas   | i               | ü            |                  | u            |
| Mediais | e               | ö            | õ                | o            |
| Baixas  | ä               |              | a                |              |

Há uma série de consoantes oclusivas desvozeadas e não aspiradas, com três durações fonêmicas, representadas b d g, p t k e pp tt kk. O resto das consoantes também apresenta distinção na duração, mas apenas as consoantes curtas e longas são distinguidas na escrita. Como nas vogais, dois níveis de duração segmental são fonêmicas, e o terceiro nível é suprasegmentalmente fonêmico. Por exemplo, para o fonema 'n': curto - 'n' em lina "lençol", longo 'n' em linna "da cidade" e extralongo 'n' em linna "para a cidade".
As fricativas são s h, além de f š ž z, usadas em empréstimos. As demais consonantes são j l m n r v, além das alofônicas velares nasais nk e ng. As consonantes podem ser palatalizadas, mas essa distinção não é marcada na ortografia. A palatalização ocorre antes das vogais frontais. Cerca de 0.15% do léxico apresenta total palatalização fonêmica, quando ela ocorre sem uma vogal frontal.
A tonicidade das palavras recai na primeira sílaba. Todavia, empréstimos internacionais e consoantes extralongas podem alterar esse padrão.

## Gramática
Tipologicamente, o estoniano apresenta características de línguas tanto aglutinativas como sintáticas. Ao longo de sua história, a língua alemã teve uma forte influência sobre o estoniano, tanto no vocabulário como na sintaxe.

### Morfossintaxe
Em estoniano, não há gênero gramatical, mas os substantivos e adjetivos são declinados em catorze casos: nominativo, genitivo, partitivo, ilativo, inessivo, elativo, alativo, adessivo, ablativo, translativo, terminativo, essivo, abessivo e comitativo, havendo concordância de caso e número entre o(s) adjetivo(s) e o(s) substantivo(s) que ele(s) modifica(m), exceto nos casos terminativo, essivo, abessivo e comitativo, nos quais há apenas concordância de número, permanecendo o adjetivo na forma genitiva.
A maioria dos casos em estoniano denota relações que outras línguas são expressas pelo uso de preposições.
Abaixo está um exemplo das declinações da palavra auto, que significa carro:
| casos       | singular | plural    |                      |
| ----------- | -------- | --------- | -------------------- |
| nominativo  | auto     | autod     | - carros             |
| genitivo    | auto     | autode    |                      |
| partitivo   | autot    | autosid   |                      |
| ilativo     | autosse  | autodesse | - para o carro       |
| inessivo    | autos    | autodes   | - no carro           |
| elativo     | autost   | autodest  | - do carro           |
| alativo     | autole   | autodele  | - para sobre o carro |
| adessivo    | autol    | autodel   | - sobre o carro      |
| ablativo    | autolt   | autodelt  | - de sobre o carro   |
| translativo | autoks   | autodeks  | - transformação      |
| terminativo | autoni   | autodeni  | - até o carro        |
| essivo      | autona   | autodena  | - como um carro      |
| abessivo    | autota   | autodeta  | - sem o carro        |
| comitativo  | autoga   | autodega  | - com o carro        |

Apenas três dos casos acima têm função gramatical: o nominativo (o agente/sujeito da frase), o acusativo (o objeto direto) e o partitivo (objeto parcial).
Os demais casos podem ser classificados como casos semânticos, pois indicam uma relação semântica entre os componentes da frase. Os casos podem ser ainda agrupados entre locais e não locais. Os locais podem ser internos, como o ilativo (para um local), inessivo (dentro de um local) e elativo (de dentro de um local). Os locais externos são o alativo (movendo-se para ficar sobre um local), adessivo (sobre um local) e ablativo (de cima de um local). Os demais casos estão expressos no exemplo acima.

### Pronomes
Há dois tipos de pronome para cada pessoa em estoniano. Um, mais longo, para quando o foco está no agente e outro mais curto para quando o foco está na ação. São eles:

#### Singular
| 1ª pessoa | mina - ma |
| 2ª pessoa | sina - sa |
| 3ª pessoa | tema - ta |

#### Plural
| 1ª pessoa | meie - me   |
| 2ª pessoa | teie - te   |
| 3ª pessoa | nemad - nad |

Como não há gênero nesse idioma, não há diferença entre "ele" e "ela" ou "eles" e "elas".

### Verbos
O sistema de conjugação verbal não apresenta distinção entre os tempos presente e futuro (a forma do presente é utilizada em ambos contextos com a adição de marcadores de tempo), e há formas especiais usadas para expressar uma ação iniciada por um sujeito indeterminado  (o "impessoal").
O infinitivo dos verbos em estoniano é sempre terminado por -ma. A conjugação no presente se dá com a junção dos seguintes morfemas na raiz do verbo:
Verbo istuma (sentar-se)
mina istun
sina istud
tema istub
meie istume
teie istute
nemad istuvad
A conjugação no passado se dá com a junção dos seguintes morfemas na raiz do verbo:
Verbo kirjutama (escrever)
mina kirjutasin
sina kirjutasid
tema kirjutas
meie kirjutasime
teie kirjutasite
nemad kirjutasid

### Negação
A negação é feita adicionando-se a palavra ei antes do verbo:
mina ei istu; sina ei istu, etc

### Dicionários
- Dicionário inglês-estoniano (Instituto da língua estoniana)